# Diana de Feo
Diana de Feo (née à Turin le 9 mars 1937 et morte à Naples le 23 juin 2021) est une journaliste et femme politique italienne, sénatrice lors de la XVIe législature de la République italienne pour le groupe Le Peuple de la liberté

## Biographie
Née à Turin en 1937 dans une famille d'origine napolitaine, Diana de Feo est la fille d' Italo de Feo (it), journaliste, historien, homme politique et chef du bureau de presse du Comité de libération nationale. Elle vivait à Naples et était mariée depuis 1965 à son collègue Emilio Fede, dont elle a eu deux filles, Sveva et Simona. Elle était journaliste professionnelle et membre de l'Ordine dei giornalisti del Lazio depuis 1966.
Elle est morte à son domicile à Naples le 23 juin 2021 à l'âge de 84 ans après une longue maladie.